# Církev posledního zákona
Církev posledního zákona je ruské nové náboženské hnutí s apokalyptickými prvky.
Jeho vůdcem je Sergej Torop (*1969), náboženským jménem Vissarion, původním povoláním policista. Podle tohoto jména je ono společenství v různých zdrojích označováno také jako vissarionité.
Hnutí Posledního zákona vzniklo v Rusku po rozpadu Sovětského svazu. Od roku 1994 se hnutí přestěhovalo a zároveň centralizovalo do okolí jezera Tiberkul v Krasnojarském kraji na Sibiři. Od té doby zde očekává velkou ekologickou pohromu, která povede ke vzniku času „posledního zákona“. Pouze členové hnutí žijící v okolí Tiberkulu tuto velkou katastrofu přežijí. Podle učení Vissariona má dojít k jakési mutaci přeživších skrze nový stav jejich bytí. Přemutovaný lid posledního zákona se následně dostane do materiální země boží, která vznikne na zcela přetransformovaných základech zničeného okolního světa.
Vůdce Sergej Torop má v hnutí naprosto zásadní roli, když sám sebe chápe jako „reinkarnovaného Krista“.
Teologie hnutí kromě milenialismu a apokalyptiky zahrnuje i novopohanské prvky, například uctívání Matky Země. V praktickém životě se uplatňuje také vegetariánství.
Svaté spisy představuje kniha dalšího ze členů, Vadima Redkina, Poslední Zákon.
Sergej Torop byl 21. září 2020 zatčen. Obvinľn byl postupnľ z omezvání osobní svobody či manipulace členů společenství, morální újmu a extremismus. 30. června 2025 byli odsouzeni k trestům 12 a 11 let odnětí svobody a peněžitým trestům.